# Issa ibn Abi al-Mouhajir
Issa ibn Mohammed ibn Souleymane ibn Abi al-Mouhajir (en árabe: عيسى بن محمد بن سليمان بن أبي المهاجر), fallecido hacia finales del siglo II de la Hégira (siglo VIII de la era común), se presume que fue el primer autor magrebí en escribir una obra sobre la conquista islámica de la región del Magreb.

## Biografía
Issa ibn Abi al-Mouhajir fue uno de los nietos d'Abu al-Muhaŷir Dinar quien desempeñó un papel en la conquista del Magreb central. Se le presume como el primer autor magrebí en escribir una obra dedicada a este período. Este libro, titulado Maghazi Ifriqiya (en árabe: مغازي إفريقية, "Las conquistas de Ifriqiya"), fue redactado en la segunda mitad del siglo II de la Hégira (siglo VIII de la era común). Aunque actualmente se considera perdido, todavía estaba disponible hasta el siglo IV de la Hégira (siglo X). El historiador Abu al-Arab al-Tamimi se benefició de esta obra para sus escritos.
Issa ibn Abi al-Mouhajir falleció hacia finales del siglo II de la Hégira (siglo VIII de la era común).